# Lipotriches hirsutula
Lipotriches hirsutula är en biart som först beskrevs av Cockerell 1947.  Lipotriches hirsutula ingår i släktet Lipotriches och familjen vägbin. Inga underarter finns listade i Catalogue of Life.